# Rhyl
Rhyl est une station balnéaire de la côte nord du pays de Galles, dans le Denbighshire. La ville se trouve à l'embouchure de la rivière Clwyd, entre les stations balnéaires de Towyn (en) à l'ouest et Prestatyn à l'est. Selon le recensement de 2001, la ville de Rhyl a une population de 24 889 habitants, la communauté urbaine de Abergele-Rhyl-Prestatyn ayant une population de plus de 60 000 habitants.
Rhyl est une destination touristique particulièrement prisée des habitants du pays de Galles et du Nord-Ouest de l'Angleterre. La station balnéaire est accessible par route et est desservie par le réseau ferroviaire, par l'avion avec l'aéroport de Liverpool et par la mer via le port de Holyhead.
La ville est également célèbre pour son club de football, le Rhyl FC, vainqueur notamment du championnat du pays de Galles, de la coupe du pays de Galles et finaliste de la coupe de l'association de football du pays de Galles lors de la saison 2003-2004.

## Personnalités liées à la commune
Plusieurs personnalités célèbres, tant nationalement qu'internationalement, sont originaires de Rhyl. Parmi celles-ci, on peut notamment citer :
- Arthur Cheetham, premier réalisateur de film originaire du pays de Galles.
- Ruth Ellis, dernière femme à avoir été exécutée au Royaume-Uni.
- Ched Evans, joueur de football professionnel.
- Lee Evans, humoriste.
- Albert Gubay, fondateur de la chaîne de supermarchés Kwik Save.
- Sir Robert Jones (1857–1933), orthopédiste.
- Ted Hankey, champion de fléchettes.
- Adrian Henri, poète et peintre.
- Nerys Hughes, actrice de télévision.
- Sir John T. Houghton, scientifique gallois.
- Peter Moore, tueur en série.
- Mike Peters, musicien et membre du groupe The Alarm.
- Lisa Scott-Lee, chanteuse galloise, membre du groupe Steps.
- Andy Scott-Lee, chanteur gallois, et frère de Lisa Scott-Lee.
- Steve Strange, chanteur.
- Sara Sugarman, réalisatrice de films.

## Sources
- (en) Cet article est partiellement ou en totalité issu de l’article de Wikipédia en anglais intitulé « Rhyl » (voir la liste des auteurs).